# Gleichenia macloviana
Gleichenia macloviana là một loài dương xỉ trong họ Gleicheniaceae. Loài này được Gand. mô tả khoa học đầu tiên năm 1913.
Danh pháp khoa học của loài này chưa được làm sáng tỏ. 